# Reformierte Kirche Bauma

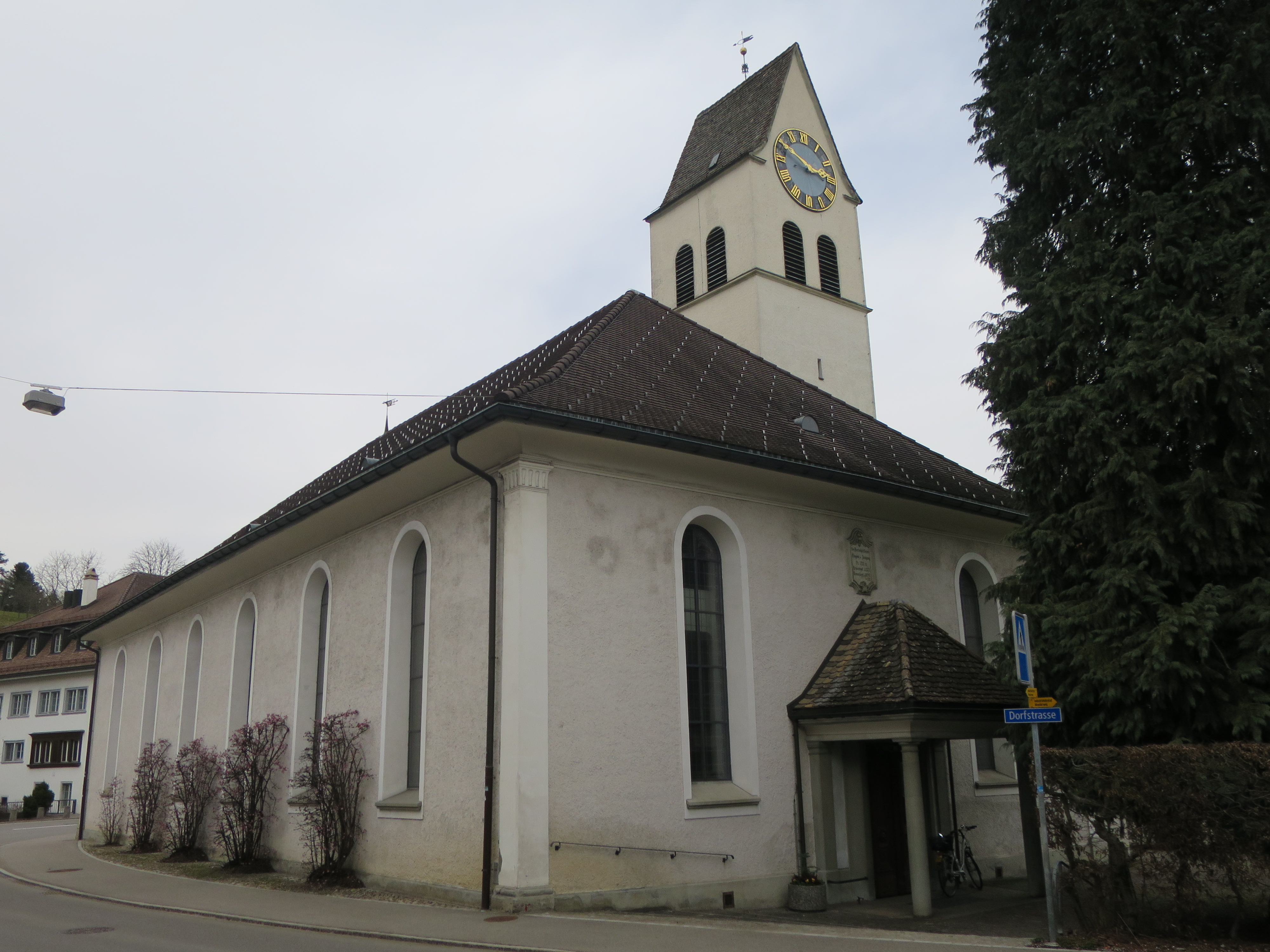
Reformierte Kirche Bauma

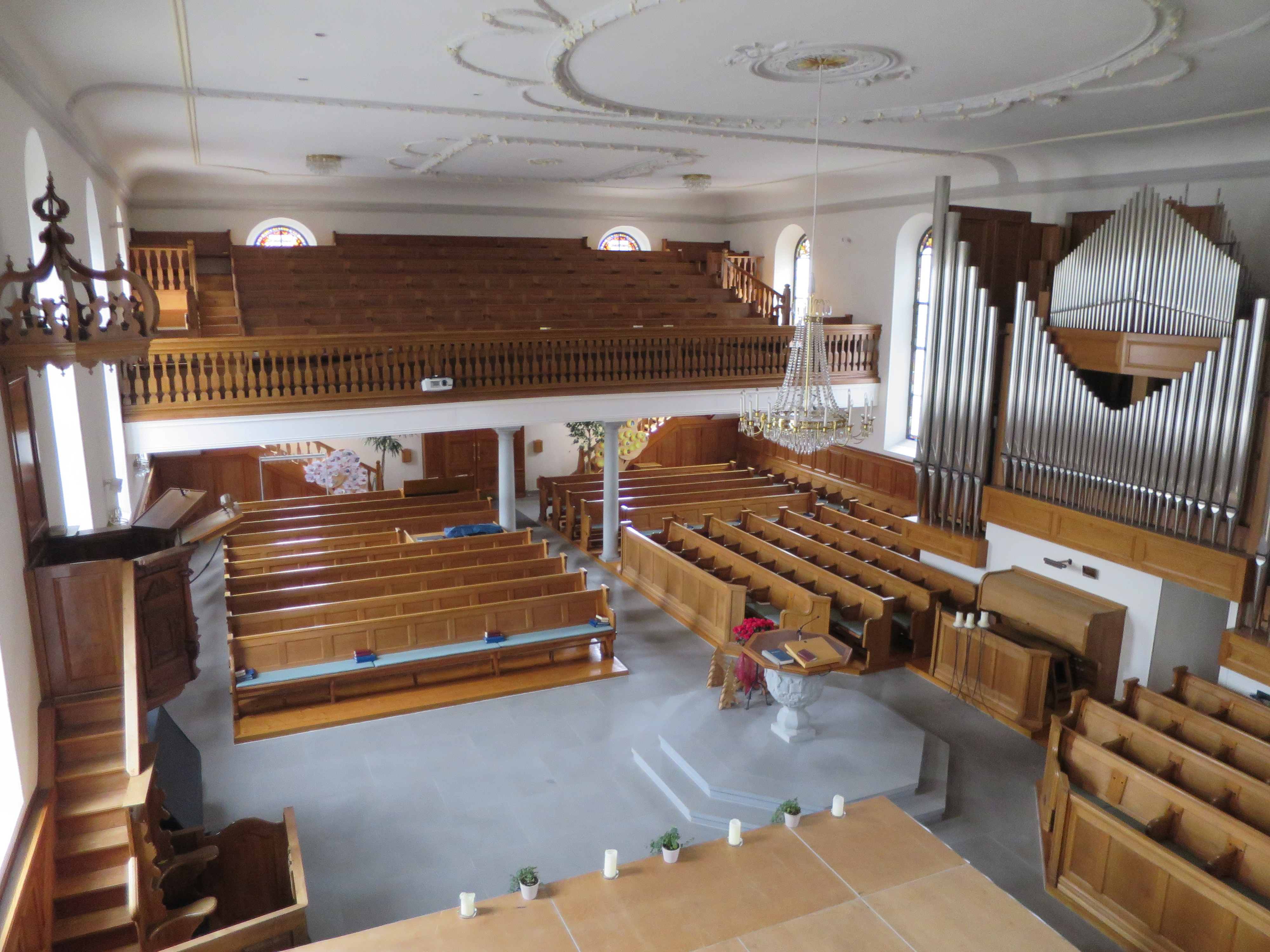
Innenraum

Die Reformierte Kirche Bauma ist eine Querkirche in der Tösstaler Gemeinde Bauma.

## Geschichte
Von der längsgerichteten Vorgängerkirche aus dem Jahr 1651 ist noch der Turm mit Käsbissendach erhalten. Das schlichte Kirchenschiff wurde 1769–1770 von Johann Jakob Haltiner in der für die reformierte Sakralarchitektur dieser Zeit typischen Form der quergerichteten Emporenhalle erstellt. Die schmucke Rokoko-Kanzel stammt aus der Bauzeit, die klassizistischen Stuckaturen an der Decke sind dagegen erst 1816 angefertigt worden. Die Kuhn-Orgel von 1957 befindet sich vis-à-vis der Kanzel, ihr Vorgängerinstrument von 1901/1927 stammte vom selben Erbauer.